# Torbido desiderio
Torbido desiderio (Sins of Desire) è un film direct-to-video statunitense del 1993 diretto da Jim Wynorski. È un thriller erotico su una coppia di terapeuti che coinvolgono alcune pazienti in un gioco erotico mortale; sul caso indagano un investigatore e un'infermiera sorella di una delle vittime. Fu uno dei primi film a basso costo di questo genere ispirati dal successo di Basic Instinct (1992) e prodotti principalmente per il mercato home video.

## Trama
Quando Monica Waldman, una delle pazienti drogate del terapista sessuale Scott Callister, non si calma dopo essere stata violentata mentre era priva di sensi, egli la uccide accidentalmente. Ciò di cui Scott e la sua moglie bisessuale, la dottoressa Jessica Callister, non si rendono conto è che seppellire Monica non proteggerà la loro operazione. La ragazza stava infatti indagando sulla clinica per conto del suo capo, l'investigatore privato Barry Mitchum, l'uomo misterioso che stava seguendo i passi dei Callister. Questi ultimi uccidono inoltre Warren Robillard, con il quale avevano escogitato una truffa assicurativa, dopo che non era riuscito a uccidere Mitchum. Kay Egan quindi inizia a lavorare nella clinica come infermiera, ma in realtà sta indagando sotto copertura dopo che sua sorella, un'ex paziente, si era suicidata. Sebbene inizialmente arrabbiato per il fatto che lei lo abbia messo in pericolo rivelando dove si trovasse ai Callister, Mitchum unisce le forze con Kay per smascherare la clinica e vendicare i loro cari defunti. Durante la ricerca di un registratore lasciato da Monica, Kay incontra Jessica e accetta di avere un rapporto sessuale con lei in modo da far guadagnare tempo a Mitchum. Quando le prove sulla registrazione si rivelano inconcludenti, Mitchum coordina una retata, ma Scott riesce a mettere fuori combattimento Mitchum. Mentre è in fuga per salvarsi la vita, Kay ha uno scontro con Jessica, il cui marito le spara accidentalmente. Dopo averlo attirato in un tunnel, Kay usa un passaggio sotterraneo per sgattaiolare davanti a Scott e poi investirlo con un'auto, ponendo così fine alla vita criminale dei Callister.

## Distribuzione

### Data di uscita
Le date di uscita internazionali sono state:
- 3 marzo 1993 negli Stati Uniti
- 13 agosto in Turchia (Arzuların Günahları)
- 1º dicembre nel Regno Unito
- settembre 1994 in Italia

## Accoglienza
Il film fu accolto negativamente dalla critica. Su Metacritic ha ottenuto un punteggio di 12 su 100 sulla base di cinque recensioni. La recensione migliore provenne da Tom Sorensen del The Charlotte Observer, che pur non raccomandandolo scrisse che "uccide meno cellule cerebrali rispetto ai talk show diurni". Dennis Hunt, scrivendo per il Los Angeles Times, lo definì un "porno softcore travestito da una stupida storia su un omicidio in una clinica di terapia sessuale". Lawrence O'Toole, critico di Entertainment Weekly, gli assegnò una F sottolineandone l'assenza di "gusto, stile e intelligenza" scrivendo che "presenta una trama (...) che è aggressivamente stupida. C'è molta simulazione qui e non molta stimolazione". TV Guide fa invece notare che il film "presenta una quantità sproporzionata di sesso e non abbastanza brividi", e che "diversi peccati di sceneggiatura aiutano a distruggere la credibilità di questa accaldata storia poliziesca". Anche Mick Martin e Marsha Porter recensirono il film negativamente nella Video Movie Guide 1994, scrivendo: "L'overdose di squallore sminuisce quello che avrebbe potuto essere un credibile thriller di suspense".